# QS Telescopii
QS Telescopii är en svag, välobserverad dubbelstjärna i norra delen av stjärnbilden Kikaren. Baserat på parallax enligt Gaia Data Release 2 på ca 5,3 mas, beräknas den befinna sig på ett avstånd på ca 611 ljusår (ca 187 parsek) från solen. Den rör sig bort från solen med en heliocentrisk radialhastighet på ca 110 km/s.

## Egenskaper

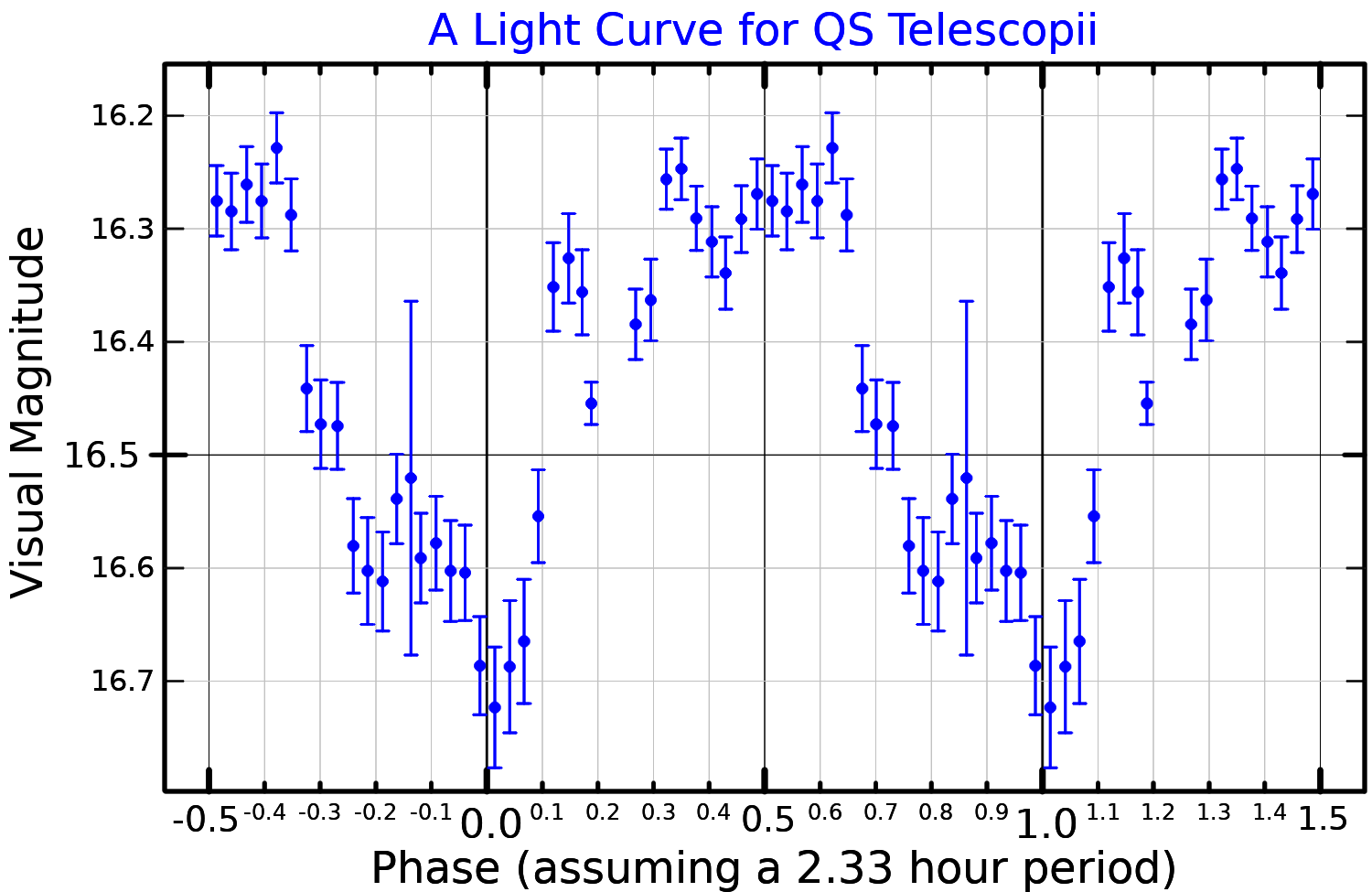
Ljuskurva i visuella bandet för QS Telescopii, plottad efter Rosen et al. (1996)

Primärstjärnan QS Telescopii A är en vit dvärgstjärna och klassificeras som en AM Herculis-variabel. Den har en massa som är ca 0,7 solmassa och en effektiv temperatur av ca 17 500 K. Den har en magnetfältstyrka på 50–80 MG.
Dubbelstjärnan består av en vit dvärg och en donatorstjärna i huvudserien, låsta i en snäv, cirkulär bana vänd mot varandra. Material från donatorstjärnan, som kallas AM Herculis-variabel, bildar inte en ackretionsskiva kring den vita dvärgen, utan strömmar snarare direkt på den. Detta beror på den vita dvärgens starka magnetfält. Paret genomgår frekventa skift mellan ett högt och lågt ackretionstillstånd, och det växlar mellan enkla och dubbla ackretionspoler. Huvudpolen är delvis självförmörkande.
Paret kretsar kring varandra med en period på 2,33 timmar i en cirkulär omloppsbana. Donatorstjärnan är en liten röd dvärg med en uppskattad stjärnklassificering av M4−5. Systemet är en källa för röntgenstrålning.